# Robert Tyleček
Robert Tyleček (* 2. březen 1967 Ostrava) je český herec.

## Život
Po studiu na gymnáziu studoval ekonomickou fakultu Vysoké školy báňské. Ve stejné době navštěvoval Lidovou konzervatoř v Ostravě a působil v amatérských divadelních souborech.
Postupně působil v několika českých divadlech: Horácké divadlo Jihlava (1989–1991), Západočeské divadlo v Chebu (1991–1995), Slezské divadlo Opava (1995–1996), Těšínské divadlo (1996–2001). Od roku 2003 je ve stálém angažmá v Divadle Antonína Dvořáka v Příbrami, kde rovněž bydlí. Kromě divadelních rolí ztvárnil také řadu zejména epizodních postav ve filmech a seriálech. Objevil se například ve filmech Ro(c)k podvraťáků, Národní třída nebo v Četnických humoreskách.
Kromě aktivního hraní se také věnuje přípravě zájemců o studiu na hereckých školách (DAMU, JAMU, konzervatoře). Pod jeho vedením byli ke studiu přijati například Martin Kraus, Ondřej Kraus nebo Šimon Bilina.